# USS Cavalla (SS-244)
| «Кавалла» | «Кавалла»                                                                                             | «Кавалла»                                                                                             |
| --- | --- | --- |
| USS Cavalla (SS-244) | | |
| | | |
| Американський ПЧ «Кавалла». Червень 1957 | | |
| Верф | General Dynamics Electric Boat, Гротон, Коннектикут                                                   | General Dynamics Electric Boat, Гротон, Коннектикут                                                   |
| Під прапором | США                                                                                                   | США                                                                                                   |
| Належність | ВМС США                                                                                               | ВМС США                                                                                               |
| Порт приписки | Перл-Гарбор                                                                                           | Перл-Гарбор                                                                                           |
| На честь | риби родини Ставридових                                                                               | риби родини Ставридових                                                                               |
| Замовлення | 9 вересня 1940                                                                                        | 9 вересня 1940                                                                                        |
| Закладений | 4 березня 1943                                                                                        | 4 березня 1943                                                                                        |
| Спуск на воду | 14 листопада 1943                                                                                     | 14 листопада 1943                                                                                     |
| Введений до складу флоту | 29 лютого 1944                                                                                        | 29 лютого 1944                                                                                        |
| Виведений зі складу флоту | 3 червня 1968                                                                                         | 3 червня 1968                                                                                         |
| На службі | 1944—1968                                                                                             | 1944—1968                                                                                             |
| Сучасний статус | 30 грудня 1969 року списаний та 21 січня 1971 року перетворений на корабель-музей у Галвестоні, Техас | 30 грудня 1969 року списаний та 21 січня 1971 року перетворений на корабель-музей у Галвестоні, Техас |
| Бойовий досвід | Друга світова війна Тихоокеанський ТВД Холодна війна Операція «Страйкбек»                             | Друга світова війна Тихоокеанський ТВД Холодна війна Операція «Страйкбек»                             |
| Нагороди | 4 бойових зірки                                                                                       | 4 бойових зірки                                                                                       |
| Проєкт | | |
| Тип ПЧ | дизель-електричний торпедний ДПЧ                                                                      | дизель-електричний торпедний ДПЧ                                                                      |
| Розробник проєкту | Electric Boat                                                                                         | Electric Boat                                                                                         |
| Основні характеристики | | |
| Швидкість (надводна) | 21 вузол (39 км/год)                                                                                  | 21 вузол (39 км/год)                                                                                  |
| Швидкість (підводна) | 9 вузлів (17 км/год)                                                                                  | 9 вузлів (17 км/год)                                                                                  |
| Робоча глибина занурення | 60 м                                                                                                  | 60 м                                                                                                  |
| Гранична глибина занурення | 91 м                                                                                                  | 91 м                                                                                                  |
| Дальність плавання | 11 000 миль (20 000 км) на швидкості 10 вузлів (18,6 км/год) (надводна)                               | 11 000 миль (20 000 км) на швидкості 10 вузлів (18,6 км/год) (надводна)                               |
| Автономність плавання | 48 годин на швидкості 2 вузли (3,7 км/год) 75 днів                                                    | 48 годин на швидкості 2 вузли (3,7 км/год) 75 днів                                                    |
| Екіпаж | 60 офіцерів та матросів                                                                               | 60 офіцерів та матросів                                                                               |
| Розміри | | |
| Довжина найбільша (по КВЛ) | 95,02 м                                                                                               | 95,02 м                                                                                               |
| Ширина корпусу найб. | 8,31 м                                                                                                | 8,31 м                                                                                                |
| Середня осадка (по КВЛ) | 5,2 м                                                                                                 | 5,2 м                                                                                                 |
| Водотоннажність надводна | 1 510 т                                                                                               | 1 510 т                                                                                               |
| Водотоннажність підводна | 2 090 т                                                                                               | 2 090 т                                                                                               |
| Силова установка | | |
| дизель-електрична; 4 × головні дизельних двигуни Electro-Motive Diesel Model 16-248 2 × 126-секційні хімічних батареї типу «Сарго» 4 × високошвидкісні електродвигуни General Electric з редукторами | | |
| Гвинти | 2 | 2 |
| Потужність | 2 740-5400 к.с.                                                                                       | 2 740-5400 к.с.                                                                                       |
| Озброєння | | |
| Артилерія | 1 × 76-мм палубна гармата / 50 калібрів                                                               | 1 × 76-мм палубна гармата / 50 калібрів                                                               |
| Торпедно- мінне озброєння | 10 × 533-мм торпедних апаратів 16 торпед 2 × 1016-мм мінних загороджувачі (60 мін)                    | 10 × 533-мм торпедних апаратів 16 торпед 2 × 1016-мм мінних загороджувачі (60 мін)                    |
| ППО | 1 × 40-мм зенітна гармата Bofors L60 1 × 20-мм автоматична зенітна гармата «Ерлікон»                  | 1 × 40-мм зенітна гармата Bofors L60 1 × 20-мм автоматична зенітна гармата «Ерлікон»                  |

«Кавалла» (англ. USS Cavalla (SS-244) — американський дизель-електричний океанський підводний човен типу «Гато», що перебував у складі військово-морських сил США у роки Другої світової війни. «Кавалла» був закладений 4 березня 1943 року на верфі компанії General Dynamics Electric Boat у місті Гротон, штат Коннектикут. 14 листопада 1943 року він був спущений на воду, а 29 лютого 1944 року увійшов до складу ВМС США.
Підводний човен брав участь у бойових діях на морі в Другій світовій війні; бився у Тихому океані. Загалом здійснив 6 бойових походи в ході яких затопив 4 кораблі та судна, зокрема японські авіаносець «Сьокаку» і есмінець «Сімоцукі». За проявлену мужність та стійкість у боях «Кавалла» удостоєний чотирьох бойових зірок та Президентської відзнаки частині США на Бойовий прапор.